# Elvira Notari
Elvira Notari, née Maria Elvira Giuseppa Coda à Salerne le 10 février 1875 et morte à Cava de' Tirreni le 17 décembre 1946, est la première réalisatrice italienne du cinéma muet. Son œuvre, composée de 60 longs métrages (dont elle est l'unique scénariste), courts métrages et documentaires, annonce déjà le courant néoréaliste.

## Biographie
Maria Elvira Giuseppa Coda, fille de Diego Coda et Agnese Vignes, fréquente le lycée de Salerne avant de se rendre à Naples où elle travaille en tant que modiste. Là, elle épouse Nicola Notari, qui, d'abord peintre amateur, s'est spécialisé dans la coloration de photos de la ville de Naples. Ensemble, ils fondent dans les années 1920 la société de production cinématographique Film Dora, renommée par la suite Dora Film,.
Elvira Notari choisit comme centre d’intérêt le « Naples populaire » et fait jouer les membres de sa famille, dont son fils Edouardo et ses amis. Parfois, elle prend elle-même part à ses films  en interprétant les personnages typiques napolitains. 
Elvira Notari réalise plus de soixante films dont elle écrit aussi les scénarios, souvent inspirés des chansons napolitaines ou des événements tragiques survenus à  Naples. Dans ses films elle décrit les personnages des catégories sociales défavorisées de Naples, s'attachant au côté sentimental.
Pendant la période fasciste, ses films, par la manière réaliste de présenter la réalité, sont mal vus par le régime et subissent la censure cinématographique. Certains films sont considérés anti-nationalistes et interdits. Les Notari ferment leur maison de production. Mais leur fils Eduardo fonde la Dora Film D’America, ce qui permet d'échapper à la censure italienne. Les films sont projetés dans les salles de New-York, où ils rencontrent un grand succès auprès des immigrés italiens.
Pendant les dernières années de son activité, Elvira Notari réalise deux films (Napoli terra d'amore, 1928, et Napoli sirena della canzone, 1929) qui se déroulent dans le giron de la haute-bourgeoisie éloignée de toute forme de moralisme.
En 1940, Elvira Notari se retire avec son mari, à Cava de' Tirreni, où elle meurt le 17 décembre 1946. 
En 1998, une grande partie du matériel photographique et cinématographique appartenant à Elvira Notari est cédé par ses héritiers, au Museo internazionale del cinema e dello spettacolo (it) de Rome.

## Filmographie partielle
Les films produits par la Dora Film sont tous écrits par Elvira Notari, unique scénariste. La photographie est réalisée par Nicola Notari, et l'édition par le couple.
- 1906 : Gli arrivederci
- 1909 :
  - L'accalappiacani
  - Il processo Cuocolo
- 1910 :
  - Maria Rosa di Santa Flavia
  - Fuga del gatto
- 1911 : Bufera d'anime
- 1912 : 
  - La figlia del Vesuvio
  - I nomadi (1912)
  - Guerra italo-turca tra scugnizzi napoletani
  - L'eroismo di un aviatore a Tripoli
  - Carmela la pazza
- 1913 : 
  - Povera Tisa, povera madre
  - Errore giudiziario
  - Tricolore
- 1914 :
  - Ritorna all'onda
  - A Marechiare 'nce sta 'na fenesta
- 1915 : 
  - Addio mia bella addio... l'armata se ne va...
  - Figlio del reggimento
  - Sempre avanti, Savoia
- 1916 : 
  - Carmela, la sartina di Montesanto
  - Ciccio, il pizzaiuolo del Carmine
  - Gloria ai caduti
- 1917 :
  - Barcaiuolo d'Amalfi
  - La maschera del vizio
  - Mandolinata a mare
  - Il nano rosso
- 1918 :
  - Gnesella
  - Pusilleco addiruso
  - Medea di Porta Medina
- 1919 : 
  - Chiarina la modista
  - Gabriele il lampionaio
- 1920 : 
  - A Legge
  - A Piedigrotta
  - 'A mala nova
  - Gennariello il poliziotto
- 1921 :  
  - Luciella (1921)
  - Il figlio del galeotto
- 1922 :  
  - A Santanotte
  - Piccerella
  - Cielo celeste
  - Cielo 'e Napule
  - Il miracolo della Madonna di Pompei
- Pupatella (1923)
- Reginella (1923)
- 1923 :  
  - Cor' e frate
  - O cuppè d' 'a morte
  - Sotto San Francisco
- 1924 :  
  - Nfama!
  - Così piange Pierrot
  - Mettite ll'avvocato
- 1925 : Trionfo cristiano
- 1926 :  Fenesta ca lucive
- 1928 :  
  - La leggenda di Napoli
  - Napoli terra d'amore
- 1929 :  Napoli sirena della canzone

### Actrice
- 2021 : Italia, le feu, la cendre